# Gilera

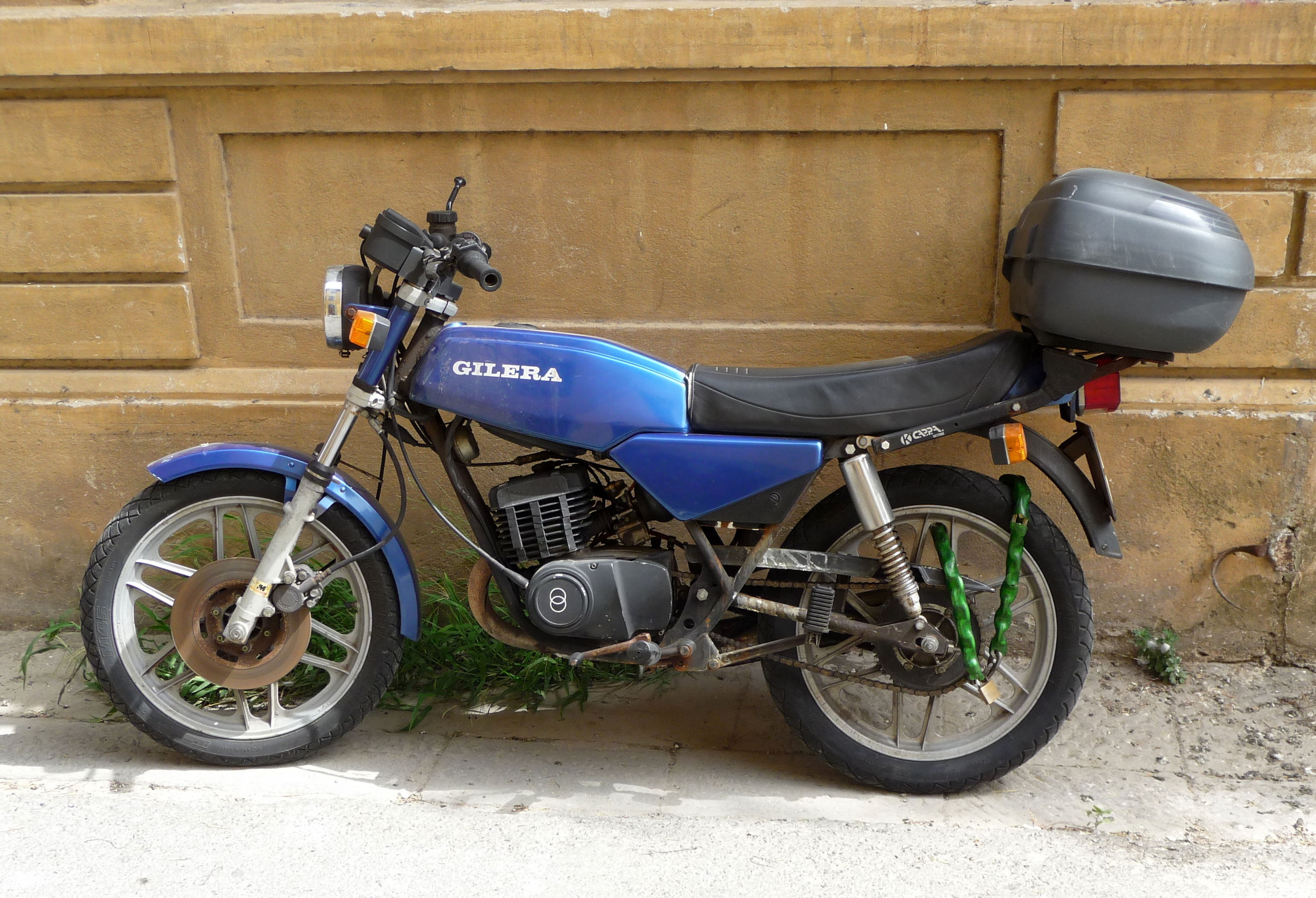
Gilera TG2 125

Gilera – włoski producent motorowerów i motocykli założony w Arcore w 1909 roku przez Giuseppe Gilera. Od 1969 roku firma należy do innej włoskiej korporacji - Piaggio Group. W 1993 roku ze względu na sytuację ekonomiczną zamknięto zakład w Arcore a całość produkcji przeniesiono do Pontedera. Firma jest popularna w Europie ze względu na wysoką jakość swoich produktów.

## Najpopularniejsze Modele
| Skutery | Motorowery                                                                                         | Motocykle |
| --- | -------------------------------------------------------------------------------------------------- | --- |
| - Runner SP 50 cm³ - Runner PureJet 50 cm³ - Runner FX 125 cm³ (2-suw) - Runner FXR 180 cm³ (2-suw) - Runner VX 125 cm³ (4-suw) - Runner VXR 180 cm³ (4-suw) - Runner VXR 200 cm³ (4-suw) - Stalker 50 - Stalker NKD 50 - Typhoon 50 - Ice 50 - Fuoco 500 - GP 800 - Nexus | - RCR 50 (Enduro) - SMT 50 (Supermoto) - GSM 50 (Supermoto) - DNA 50-125-180 - Eaglet 50 (Cruiser) | - TG 1, TG 2, TG3 80-125 - CX 125 - Crono 125 - SC 125 - XRT 600 - RC 600 - Nordwest 600 - Saturno - Eaglet 50 (Cruiser) |